# Miss Universo 2011
Miss Universo 2011 foi a edição de aniversário dos 60 anos do concurso Miss Universo, realizada no dia 12 de setembro de 2011 no Credicard Hall em São Paulo, Brasil. Ximena Navarrete, Miss Universo 2010, do México, coroou como sua sucessora Leila Lopes, de Angola.
Com um total de 89 candidatas, esta foi a segunda edição com o maior número de participantes na história do concurso,igualada apenas pela edição seguinte em Las Vegas e somente ultrapassada pela edição edição de 2017 com 93 candidatas. Foi também a primeira vez que uma candidata foi escolhida como semifinalista através do voto popular, através da Internet.

## Escolha da cidade-sede
Ao contrário de edições anteriores recentes, a Miss Universe Organization fez o processo de escolha da sede do evento com bastante antecedência, com o anúncio de São Paulo como sede do Miss Universo 2011 feito pessoalmente por Donald Trump em dezembro de 2010, em Nova York, com a data oficial da noite final televisionada como 12 de setembro do ano seguinte. Com o anúncio oficial, esta foi a data mais tardia já adotada em toda a história do concurso de beleza. Até então, as edições mais tardias tinham sido as de 1964 (1º de agosto), 2009 e 2010 (ambas realizadas em 23 de agosto). Foi a primeira vez que o concurso foi realizado no mês de setembro.
No meio tempo entre a apresentação da candidatura e a escolha da cidade-sede, a organização brasileira do concurso precisou contar com apoio logístico da Prefeitura de São Paulo. Esta edição foi a primeira vez na história,um concurso fora dos Estados Unidos,foi totalmente bancado pela iniciativa privada Assim, a Band conseguiu atingir todas as demandas da MUO. Responsável pela logística, a Band formou uma empresa de promoção de eventos, a Enter-Entertainment Experience, para cuidar do processo de preparação da capital paulista para as atividades principais e das cidades de Santos e Ilhabela para a realização de atividades secundárias .Além disso,a partir desta edição a emissora seria a dona da licença brasileira para o evento até 2015. Assim, o concurso passou a se chamar Miss Universo Brasil.

## Evento
Realizado pela primeira vez no Brasil, o evento começou com uma grande homenagem ao Brasil com todos os clichês do país no palco do Credicard Hall. Um grande documentário foi exibido, mostrando as belezas naturais, costumes e pontos turísticos de São Paulo e do país para todo mundo. Artistas brasileiros como Claudia Leite e Bebel Gilberto também se apresentaram.Em um evento esvaziado,uma falta se notou: no aniversário da 60ª edição do concurso, nenhuma Miss Universo anterior foi convidada a comparecer, nem mesmo as duas brasileiras, Ieda Maria Vargas e Martha Vasconcellos, para participarem da coroação da vencedora.
O Top 16 foi formado por Austrália, Costa Rica, EUA, Ucrânia, China, Filipinas, Países Baixos, Angola, Kosovo, França, Panamá, Colômbia, Venezuela, Porto Rico, Brasil – envolvida em grandes polêmicas desde a sua coroação, e vaiada pelo próprio público durante as preliminares – e Portugal, que foi a primeira Miss Internet da história. Para os analistas dos grande portais, a grande surpresa foi a eliminação da Miss Malásia e da Miss República Dominicana, ambas consideradas favoritas à coroa. Um momento constrangedor foi o desfile de traje de banho da Miss Estados Unidos, Alyssa Campanella que tinha uma figura quase anoréxica e perturbadora, o agora improvável Top 10 ter contou com Austrália, Ucrânia, Angola, Brasil, França, China, Filipinas, Portugal, Panamá e Costa Rica. Pela primeira vez na história do concurso, todas as candidatas presentes do mundo lusófono haviam entrado no Top 10 do Miss Universo.
A partir daí, o público começou a mostrar sua torcida e favoritismo pela Miss Angola, Leila Lopes, em todas as entradas da candidata em traje de noite, criando um enorme clima a seu favor no auditório. Um Top 5 improvável foi anunciado e composto por Miss Ucrânia, Miss China, Miss Filipinas, Miss Angola e Miss Brasil, a dona da casa e única representante das Américas. Ao final, a apresentadora Natalie Morales, filha de mãe brasileira e que em vários momentos apresentou o concurso em português, anunciou o resultado: China em 5º, Filipinas em 4º, Brasil em 3°, Ucrânia em 2º e Leila Lopes como a nova Miss Universo, a quarta da África, a quinta Miss Universo negra e a terceira a falar português, para grande aclamação do público presente.

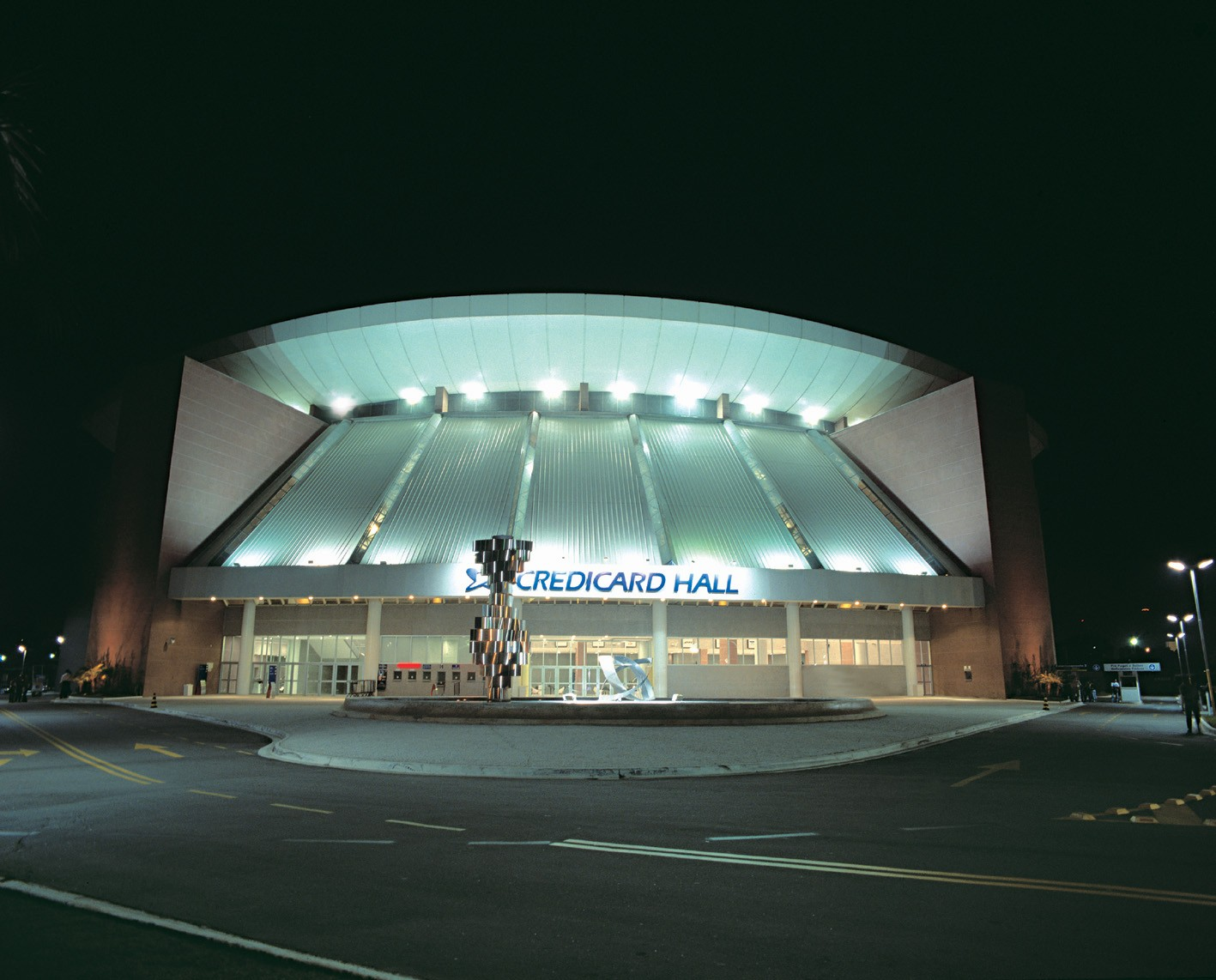
Credicard Hall, o local do concurso.

A vitória de Leila porém, mal o resultado foi anunciado, trouxa de volta o racismo ao concurso, com diversas mensagens na Internet em portais e blogs criticando a escolha e insultando a angolana. A Miss França,  Laury Thilleman, numa entrevista a um jornal francês também criticou Lopes a quem considerava reservada, sem carisma e sem fazer amigas durante o evento, e afirmou que a vitória de Leila surpreendeu a todas as outras candidatas e teria sido muito influenciada pelo fato dele ser no Brasil. A afirmação lhe valeu violentas críticas e acusações de ter uma visão colonialista europeia e falta de fairplay pelo jornal The Washington Post, que rebateu a afirmação do local do concurso ter influenciado o resultado com a pergunta óbvia: "se a questão era o concurso ser realizado no Brasil, porque então eles não elegeram a própria Miss Brasil?".
Leila Lopes teve um grande reinado como porta-voz e relações públicas da Miss Universe Organization e suas causas sociais pelo mundo e quando entregou a coroa à sua sucessora, Olivia Culpo, em dezembro de 2012, tinha se tornado a miss com o mais longo período na função da história do concurso, 1 ano, três meses e uma semana.

## Resultados
| Colocação                | Candidata                                                                                        | País/Território                                                             |
| ------------------------ | ------------------------------------------------------------------------------------------------ | --------------------------------------------------------------------------- |
| Miss Universo 2011       | Leila Lopes                                                                                      | Angola                                                                      |
| 2º lugar                 | Olesya Stefanko                                                                                  | Ucrânia                                                                     |
| 3º lugar                 | Priscila Machado                                                                                 | Brasil                                                                      |
| 4º lugar                 | Shamcey Supsup                                                                                   | Filipinas                                                                   |
| 5º lugar                 | Zilin Luo                                                                                        | China                                                                       |
| Semifinalistas (Top 10): | Scherri-Lee Biggs Johanna Solano Laury Thilleman Sheldry Sáez Laura Gonçalves*                   | Austrália · Costa Rica · França · Panamá · Portugal                         |
| Semifinalistas (Top 16): | Catalina Robayo Alyssa Campanella Kelly Weekers Afërdita Dreshaj Viviana Ortiz Vanessa Gonçalves | Colômbia · Estados Unidos · Países Baixos · Kosovo · Porto Rico · Venezuela |
| Premiações especiais     |                                                                                                  |                                                                             |
| Miss Simpatia            | Nikolina Lončar                                                                                  | Montenegro                                                                  |
| Miss Fotogenia           | Ronnia Fornstedt                                                                                 | Suécia                                                                      |
| Melhor Traje Típico      | Sheldry Saéz                                                                                     | Panamá                                                                      |

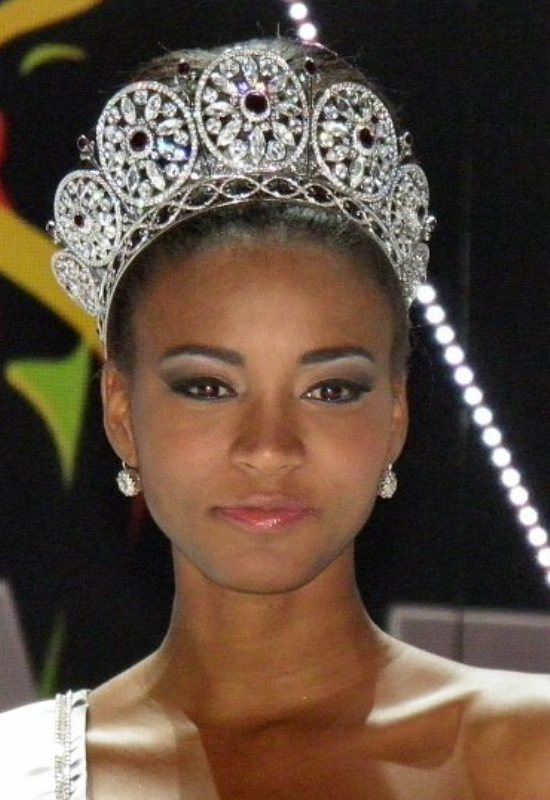
Leila Lopes, Miss Universo 2011.

- Laura Gonçalves foi escolhida pelo voto popular, através dos votos dos internautas no site oficial do concurso.[19]

### Ordem dos anúncios
| 1. França 2. Kosovo 3. Colômbia 4. China 5. Angola 6. Austrália 7. Porto Rico 8. Brasil 9. Holanda 10. Estados Unidos 11. Ucrânia 12. Panamá 13. Costa Rica 14. Portugal 15. Filipinas 16. Venezuela | 1. Austrália 2. Costa Rica 3. França 4. Ucrânia 5. Portugal 6. Panamá 7. Filipinas 8. Angola 9. China 10. Brasil | 1. Ucrânia 2. Filipinas 3. China 4. Brasil 5. Angola |

## Jurados[19]
- Amelia Vega – dominicana Miss Universo 2003
- Helio Castro Neves – piloto brasileiro de Fórmula Indy
- Isabeli Fontana – supermodelo brasileira
- Vivica A. Fox – atriz e produtora da televisão norte-americana
- Lea Salonga – atriz e cantora filipina
- Connie Chung – jornalista norte-americana
- Adrienne Maloof – empresária, estilista e personalidade televisiva norte-americana
- Ítalo Zanzi – secretário-geral da CONCACAF
- Farouk Shami – empresário palestino-americano

## Atrações musicais[20]
- Abertura: Mas que Nada (Sérgio Mendes com Black Eyed Peas)
- Trajes de Banho: Locomotion Batucada (Claudia Leitte, performance ao vivo)
- Trajes de Gala: Close Your Eyes (Bebel Gilberto, performance ao vivo)

## Candidatas
Em negrito, a candidata eleita Miss Universo 2011. Em itálico, as semifinalistas.
| - África do Sul - Bokang Montjane - Albânia - Xhesika Berberi - Alemanha - Valeria Bystritskaia - Angola - Leila Lopes (MU) - Argentina - Natália Rodriguez - Aruba - Gillain Berry - Austrália - Scherri-Lee Biggs - Bahamas - Anastagia Pierre - Bélgica - Justine De Jonckheere - Bolívia - Olivia Pinheiro - Botswana – Larona Kgabo - Brasil - Priscila Machado (3º) - Canadá - Chelsae Durocher - Cazaquistão – Valeriya Aleikinova - Chile – Vanessa Ceruti - China - Zilin Luo (5º) - Chipre - Andri Karantoni - Colômbia - Catalina Robayo - Coreia do Sul - Jung So-ra - Costa Rica - Johanna Solano - Croácia - Natalija Prica - Curaçau - Evalina van Putten - Dinamarca – Sandra Hamad - Egito - Sara El Khouly - El Salvador - Marya Aldana - Equador - Claudia Schiess - Eslováquia - Dagmar Kolesárová - Eslovênia - Ema Jagodic - Espanha - Paula Guilló - Estados Unidos - Alyssa Campanella - Estónia – Madli Vilsar - Filipinas - Shamcey Supsup (4º) - Finlândia - Pia Pakarinen - França - Laury Thilleman - Gana - Yayra Nego - Geórgia - Eka Gurtskaia - Grã-Bretanha - Chloe-Beth Morgan - Grécia - Iliana Papageorgiou - Guam - Shayna Jo Afaisen - Guatemala - Alejandra Barillas - Guiana – Kara Lord - Haiti – Anedie Azael - Honduras - Suzette Gomez - Hungria - Betta Lipcsei - Ilhas Caimã – Cristin Alexander | - Ilhas Maurício - Laetitia Darche - Ilhas Virgens Americanas – Alexandrya Evans - Ilhas Virgens Britânicas – Sheroma Hodge - Índia - Vasuki Sunkavalli - Indonésia - Nadine Ames - Irlanda - Aoife Hannon - Israel - Kim Edri - Itália - Elisa Torrini - Jamaica - Shakira Martin † - Japão - Maria Kamiyama - Kosovo - Afërdita Dreshaj - Líbano – Yara Khoury-Mikhael - Malásia - Deborah Henry - México - Karin Ontiveros - Montenegro – Nikolina Loncar - Nicarágua - Adriana Don - Nigéria - Sophie Gema - Nova Zelândia - Priyani Puketapu - Países Baixos - Kelly Weekers - Panamá - Sheldry Sáez - Paraguai - Alba Riquelme - Peru - Natalie Vertiz - Polônia - Rozalia Mancewicz - Porto Rico - Viviana Ortiz - Portugal – Laura Gonçalves - República Dominicana - Dalia Fernández - República Tcheca - Jitka Novácková - Romênia – Larisa Popa - Rússia - Natalia Gantimurova - Santa Lúcia – Joy-Ann Biscette - Sérvia - Anja Šaranović - Singapura - Valerie Lim - Sri Lanka – Stephanie Siriwardhana - Suécia – Ronnia Fornstedt - Suíça - Kerstin Cook - Tailândia - Chanyasorn Sakornchan - Tanzânia - Nelly Kamwelu - Trinidad e Tobago – Gabrielle Walcott - Turcas e Caicos – Easther Parker - Turquia - Melısa Aslı Pamuk - Ucrânia - Olesya Stefanko (2º) - Uruguai - Fernanda Semino - Venezuela - Vanessa Gonçalves - Vietnã – Vũ Thị Hoàng My |

## Fatos
- Alejandra Barillas, a Miss Guatemala 2010 eleita originalmente, foi novamente coroada Miss Guatemala 2011 em uma cerimônia especial. Esta foi a primeira vez na história do Miss Universo em que uma miss eleita em um ano foi reeleita no ano seguinte. Barillas era a representante original da Guatemala no Miss Universo 2010 mas devido a uma lesão em uma das pernas duas semanas antes de sua viagem para Las Vegas,teve que ser substituída por Jessica Scheel, a terceira colocada, que se tornou a segunda guatemalteca a conseguir se classificar entre as Top 10 na história do Miss Universo. Devido a problemas da  organização do Miss Guatemala 2011, o concurso nacional foi adiado para outubro e assim,o franqueado local decidiu dar a Barillas, a vencedora de 2010, a oportunidade de  representar o país no ano seguinte.[21] Uma situação semelhante aconteceria no concurso de 2015,quando duas candidatas que não puderam competir no Miss Universo 2013 foram novamente coroadas e foram enviadas ao concurso daquele ano.[22][23]

- O empresário e apresentador brasileiro Álvaro Garnero deveria compor o júri das preliminares – aquele que selecionava as quinze semifinalistas. Ele faz o primeiro corte das candidatas junto com integrantes da Miss Universe Organization até chegar ao Top 15, nos dias anteriores à final do concurso – mas seu nome foi cortado após os organizadores descobrirem que ele mantivera contatos com os organizadores do concurso Miss China, o que é proibido pelas normas da MUO aos jurados preliminares.[24]
- Esta foi a primeira vez nas 60 edições do concurso que todas as três candidatas do mundo lusófono  – Brasil, Portugal e Angola – chegaram ao Top 16 e ao Top 10 , sendo que , Brasil e Angola passaram para o Top 5 e Portugal acabou entre as dez semifinalistas. do concurso.[14]
- A Miss Brasil, Priscila Machado,foi extremamente criticada junto com a organização do Miss Brasil pelos fãs, coordenadores de concursos locais e analistas por ter posado seminua anteriormente contrariando as regras do concurso,Priscila foi vaiada por seu próprio público durante as preliminares do concurso, fato nunca acontecido num Miss Universo.[11][12]

## Televisão
Nos Estados Unidos, a audiência média da transmissão  pela NBC foi a pior registrada na série histórica da Nielsen Ratings para o concurso, iniciada em 1974 para uma emissora de língua inglesa: 5,2 milhões de telespectadores, média de 1,6 ponto e share domiciliar de 4; isso correspondeu a uma queda de 16% em relação ao Miss Universo 2010, realizado em Las Vegas.
Já a transmissão da Telemundo em língua espanhola registrou cenário oposto, mostrando um crescimento de 16% em relação ao ano anterior (1,896 milhão de telespectadores contra 1,636 milhão registrado no Miss Universo 2010). Somadas as audiências de suas emissoras nos Estados Unidos e em Porto Rico, a transmissão do Miss Universo 2011 foi vista por 4 milhões de telespectadores.
No Brasil, a transmissão pela Band registrou a melhor audiência média do concurso na emissora paulista desde 2003. (8,2) e o segundo melhor pico (11 contra 13,5 do Miss Universo 2003). O share domiciliar foi de 13 pontos.